# Coppa Libertadores under 20 2011
La Copa Libertadores de América Under-20 2011 (ufficialmente Copa Movistar Libertadores de América 2011 per ragioni di sponsorizzazione) è stata la 1ª edizione della Coppa Libertadores Under-20. Poterono parteciparvi i giocatori nati dopo il 1º gennaio 1990. Le partite vennero giocate a Lima, in Perù.

## Stadi
Tutte le gare sono state giocate a Lima all'Estadio Monumental e all'Estadio Alejandro Villanueva
| Lima                         | Lima |
| ---------------------------- | ---- |
| Estadio Monumental           | Lima |
| Capienza: 80.093             | Lima |
|                              | Lima |
| Lima                         | Lima |
| Estadio Alejandro Villanueva | Lima |
| Capienza: 35.000             | Lima |
|                              | Lima |

## Squadre partecipanti
Oltre a tre squadre della nazione ospitante, partecipano nove squadre dai rimanenti Paesi del CONMEBOL e una squadra proveniente dal Messico.
| Boca Juniors             | Invitata                                     |
| Jorge Wilstermann        | Campione Torneo Clasificatorio Under-20 2011 |
| Flamengo                 | Campion Copa São Paulo Under-18 2011         |
| Universidad Católica     | Campione National Under-18 2010              |
| Millonarios              | Campione Torneo Postobón Under-19 2010       |
| Independiente José Terán | Campione Serie A Under-18 2010               |
| América                  | Campione Torneo Apertura Under-20 2010       |
| Libertad                 | Campione National Under-20 2010              |
| Universitario            | Campione Copa Federación Under-18 2010       |
| Alianza Lima             | Seconda Copa Federación Under-18 2010        |
| Nacional                 | Campione Annual Under-19                     |
| Caracas                  | Campione Torneo Venezolano Under-20 2010     |

## Fase a gruppi

### Gruppo A
| Squadra           | Pt | G | V | N | P | GF | GS | DR |
| ----------------- | -- | - | - | - | - | -- | -- | -- |
| Nacional          | 7  | 3 | 2 | 1 | 0 | 4  | 1  | +3 |
| Universitario     | 4  | 3 | 1 | 1 | 1 | 2  | 4  | -2 |
| Libertad          | 3  | 3 | 1 | 0 | 2 | 4  | 3  | +1 |
| Jorge Wilstermann | 3  | 3 | 1 | 0 | 2 | 2  | 4  | -2 |

| Arbitro: | Patricio Loustau |

|            |           |  |
| Romero 16’ | Marcatori |  |

| Arbitro: | Patricio Polic |

|          |           |  |
| Polo 58’ | Marcatori |  |

| Arbitro: | Leandro Vuaden |

|             |           |                                           |
| Taboada 75’ | Marcatori | 39’ Bueno 49’ (rig.) Marchelli 53’ Romero |

| Arbitro: | Alfredo Intriago |

|          |           |                                    |
| Polo 31’ | Marcatori | 16’, 64’ Caballero 80’, 90+4’ Ruiz |

| Arbitro: | Patricio Polic |

|          |           |  |
| Ríos 79’ | Marcatori |  |

| Lima 16 giugno 2011, ore 20:10 | Universitario  | 0 – 0 referto | Nacional | Estadio Monumental\| Arbitro: \| Leandro Vuaden \| |
| Arbitro:                       | Leandro Vuaden |               |          |                                                    |

### Gruppo B
| Squadra              | Pt | G | V | N | P | GF | GS | DR |
| -------------------- | -- | - | - | - | - | -- | -- | -- |
| Boca Juniors         | 7  | 3 | 2 | 1 | 0 | 7  | 2  | +5 |
| Alianza Lima         | 6  | 3 | 2 | 0 | 1 | 7  | 5  | +2 |
| Universidad Católica | 4  | 3 | 1 | 0 | 2 | 4  | 8  | -4 |
| Caracas              | 1  | 3 | 0 | 1 | 2 | 2  | 5  | -3 |

| Arbitro: | Alfredo Intriago |

|                               |           |             |
| Unrein 1’, 46’ Echevarría 20’ | Marcatori | 77’ Manzano |

| Arbitro: | Leandro Vuaden |

|                         |           |              |
| Hurtado 54’ Bazán 90+2’ | Marcatori | 69’ Martínez |

| Lima 14 giugno 2011, ore 18:00 | Boca Juniors   | 0 – 0 referto | Caracas | Estadio Alejandro Villanueva\| Arbitro: \| Patricio Polic \| |
| Arbitro:                       | Patricio Polic |               |         |                                                              |

| Arbitro: | Patricio Loustau |

|                                      |           |  |
| Hurtado 24’ Soto 45’, 64’ Ascues 56’ | Marcatori |  |

| Arbitro: | Manuel Garay |

|                                     |           |           |
| Villalobos 40’ Peña 65’, 81’ (rig.) | Marcatori | 55’ Terán |

| Arbitro: | Alfredo Intriago |

|              |           |                                                |
| Trujillo 77’ | Marcatori | 36’ Orfano 67’ Fragapane 84’ Flores 87’ Imbert |

### Gruppo C
| Squadra                  | Pt | G | V | N | P | GF | GS | DR |
| ------------------------ | -- | - | - | - | - | -- | -- | -- |
| Flamengo                 | 5  | 3 | 1 | 2 | 0 | 4  | 2  | +2 |
| Independiente José Terán | 4  | 3 | 1 | 1 | 1 | 4  | 4  | 0  |
| América                  | 4  | 3 | 1 | 1 | 1 | 4  | 5  | -1 |
| Millonarios              | 2  | 3 | 0 | 2 | 1 | 2  | 3  | -1 |

| Arbitro: | Manuel Garay |

|                        |           |                           |
| Nixson 12’ Rafinha 51’ | Marcatori | 62’ Asprilla 77’ Quiñónez |

| Arbitro: | Henry Gambetta |

|                           |           |                  |
| Olascoaga 12’ Jiménez 51’ | Marcatori | 26’, 73’ Alarcón |

| Arbitro: | Georges Buckley |

|                              |           |           |
| León y Vélez 38’ Jiménez 52’ | Marcatori | 63’ Ayoví |

| Lima 15 giugno 2011, ore 20:10 | Flamengo           | 0 – 0 referto | Millonarios | Estadio Monumental\| Arbitro: \| Victor Hugo Rivera \| |
| Arbitro:                       | Victor Hugo Rivera |               |             |                                                        |

| Arbitro: | Victor Hugo Rivera |

|             |           |  |
| Ordóñez 67’ | Marcatori |  |

| Arbitro: | Henry Gambetta |

|                    |           |  |
| Dias 3’ Nixson 30’ | Marcatori |  |

### Confronto tra le terze
| Gruppo | Squadra              | Pt | G | V | N | P | GF | GS | DR |
| ------ | -------------------- | -- | - | - | - | - | -- | -- | -- |
| C      | América              | 4  | 3 | 1 | 1 | 1 | 4  | 5  | −1 |
| A      | Libertad             | 3  | 3 | 1 | 0 | 2 | 4  | 4  |    |
| B      | Universidad Católica | 3  | 3 | 1 | 0 | 2 | 4  | 8  | −4 |

## Fase ad eliminazione diretta

### Tabellone
|  | Quarti di finale         | Quarti di finale |                  |              | Semifinali                | Semifinali                |  |  | Finale           | Finale |
|  |                          |                  |                  |              |                           |                           |  |  |                  |        |
|  | 20 giugno - Lima         |                  |                  |              |                           |                           |  |  |                  |        |
|  |                          |                  |                  |              |                           |                           |  |  |                  |        |
|  | Nacional                 | 0                |                  |              |                           |                           |  |  |                  |        |
|  | Nacional                 | 0                | 22 giugno - Lima |              |                           |                           |  |  |                  |        |
|  | América                  | 1                |                  |              |                           |                           |  |  |                  |        |
|  | América                  | 1                | América          | 0            |                           |                           |  |  |                  |        |
|  | 20 giugno - Lima         |                  | América          | 0            |                           |                           |  |  |                  |        |
|  |                          | Boca Juniors     | 1                |              |                           |                           |  |  |                  |        |
|  | Boca Juniors             | Boca Juniors     | 1                | 2            |                           |                           |  |  |                  |        |
|  | Boca Juniors             |                  | 26 giugno - Lima | 2            |                           |                           |  |  |                  |        |
|  | Libertad                 | 1                |                  |              |                           |                           |  |  |                  |        |
|  | Libertad                 | 1                | Boca Juniors     | 1 (2)        |                           |                           |  |  |                  |        |
|  | 21 giugno - Lima         |                  | Boca Juniors     | 1 (2)        |                           |                           |  |  |                  |        |
|  |                          | Universitario    | 1 (4)            |              |                           |                           |  |  |                  |        |
|  | Universitario            | Universitario    | 1 (4)            | 3            |                           |                           |  |  |                  |        |
|  | Universitario            | 23 giugno - Lima |                  | 3            |                           |                           |  |  |                  |        |
|  | Independiente José Terán | 0                |                  |              |                           |                           |  |  |                  |        |
|  | Independiente José Terán | 0                | Universitario    | 0 (5)        | Finale per il terzo posto | Finale per il terzo posto |  |  |                  |        |
|  | 21 giugno - Lima         |                  | Universitario    | 0 (5)        | Finale per il terzo posto | Finale per il terzo posto |  |  |                  |        |
|  |                          | Alianza Lima     | 0 (4)            |              |                           |                           |  |  |                  |        |
|  | Flamengo                 | Alianza Lima     | 0 (4)            | 1            | América                   | 1                         |  |  |                  |        |
|  | Flamengo                 |                  |                  | 1            | América                   | 1                         |  |  |                  |        |
|  | Alianza Lima             | 5                |                  | Alianza Lima | 0                         |                           |  |  |                  |        |
|  | Alianza Lima             | 5                |                  |              | 0                         |                           |  |  |                  |        |
|  |                          |                  |                  |              |                           |                           |  |  | 25 giugno - Lima |        |
|  |                          |                  |                  |              |                           |                           |  |  |                  |        |

### Quarti
| Arbitro: | Manuel Garay |

|  |           |            |
|  | Marcatori | 57’ Doncel |

| Arbitro: | Georges Buckley |

|                 |           |               |
| Unrein 50’, 75’ | Marcatori | 45’ Caballero |

| Arbitro: | Patricio Loustau |

|                                   |           |  |
| La Torre 84’ Polo 85’ Mimbela 88’ | Marcatori |  |

| Arbitro: | Patricio Pollit |

|             |           |                                                    |
| Rafinha 20’ | Marcatori | 33’, 72’ Soto 60’ Portugal 82’ Reyna 89’ Olascuaga |

### Semifinali
| Arbitro: | Henry Gambetta |

|  |           |            |
|  | Marcatori | 43’ Imbert |

| Arbitro: | Alfredo Intriago |

|                                           |                      |                                               |
| Franco Ampuero Polo López La Torre Romero | Tiri di rigore 5 – 4 | Hurtado Soto Trujillo Ascues Hinostroza Bazán |

### Finale 3º/4º posto
| Arbitro: | Patricio Loustau |

|             |           |  |
| Jiménez 82’ | Marcatori |  |

### Finale
| Arbitro: | Leandro Vuaden |

|                                |                      |                             |
| Rossi 48’                      | Marcatori            | 24’ Ampuero                 |
| Unrein Imbert Achucarro Flores | Tiri di rigore 2 – 4 | Franco Mimbela Romero López |